# Église Saint-Jean-Baptiste d'Arjuzanx
Pour les articles homonymes, voir Église Saint-Jean-Baptiste.
L'église Saint-Jean-Baptiste se situe à Arjuzanx dans la commune de Morcenx-la-Nouvelle, dans le département français des Landes. Elle est inscrite au titre des monuments historiques par arrêté du 17 janvier 2002.

## Présentation
L'église date de la fin du XIIe siècle et début du XIIIe siècle, avant qu'Arjuzanx, ville royale, soit ceinte de fortifications durant les XIIIe et XIVe siècles.
Une croix romane monolithique de la fin du XVIe siècle se trouve à l'extérieur de l'église, sorte de calvaire représentant le Christ en croix et la Vierge à l'enfant. Face à l'église se trouve un christ en croix du XVIIe siècle, jadis considéré comme capable de guérir les croûtes de lait des nourrissons.
En 1958 est découvert en perçant le mur nord un cercueil contenant un squelette portant aux talons de ses chaussures des éperons d'argent (visibles à la société de Borda à Dax) .

## Images

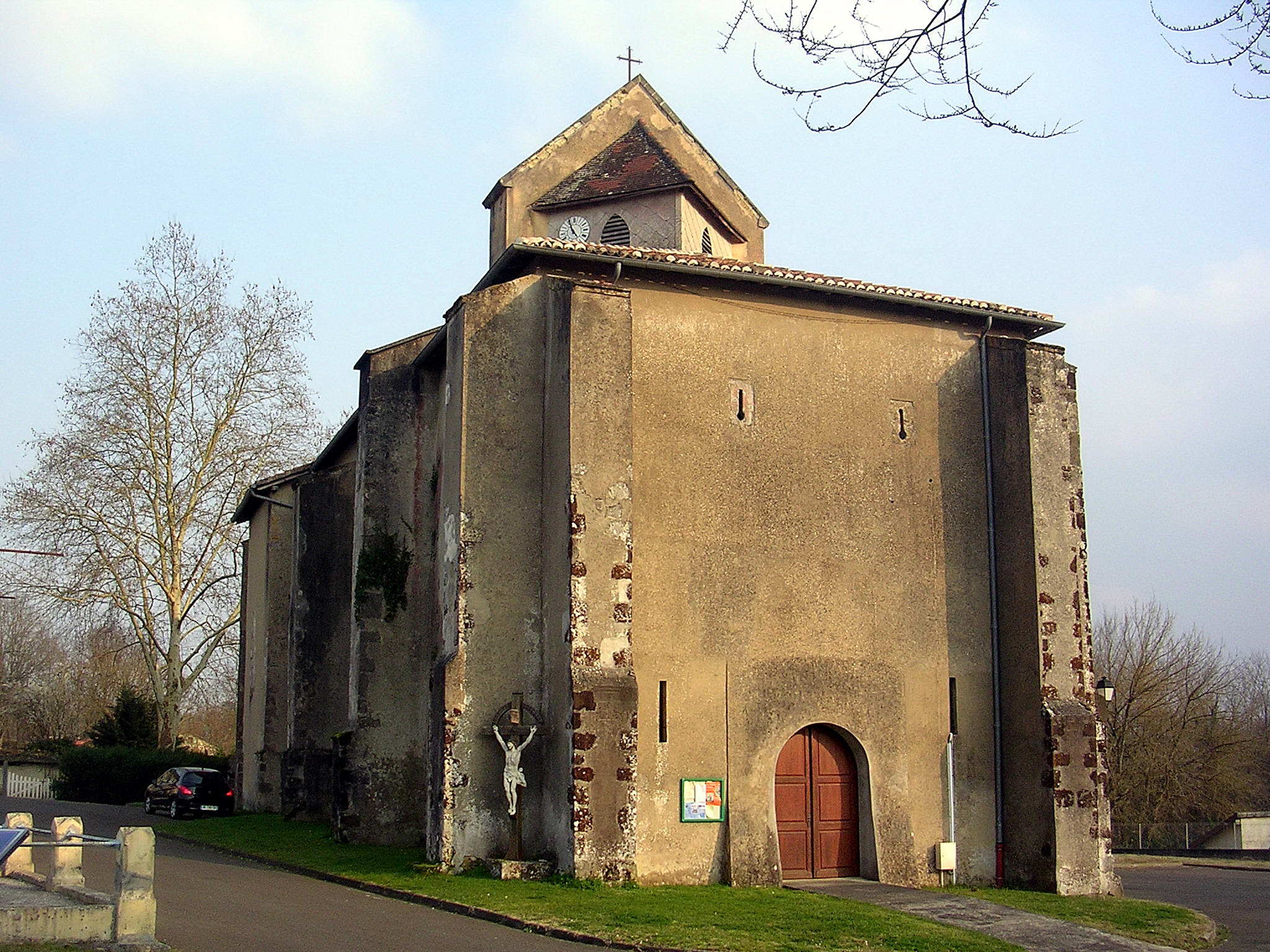
Façade de l'église.
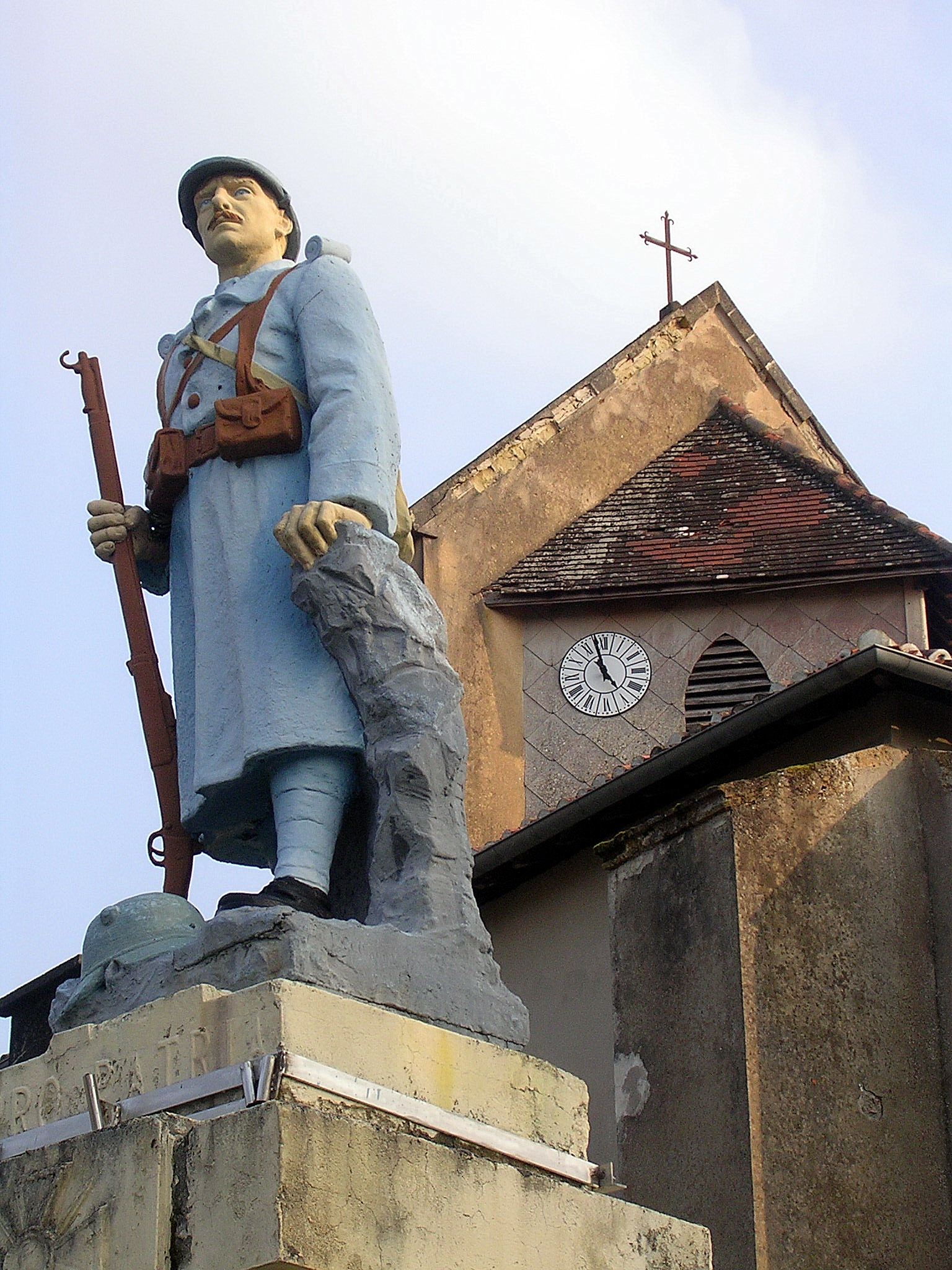
Monument aux morts, statue d'un poilu de la guerre de 1914-1918.
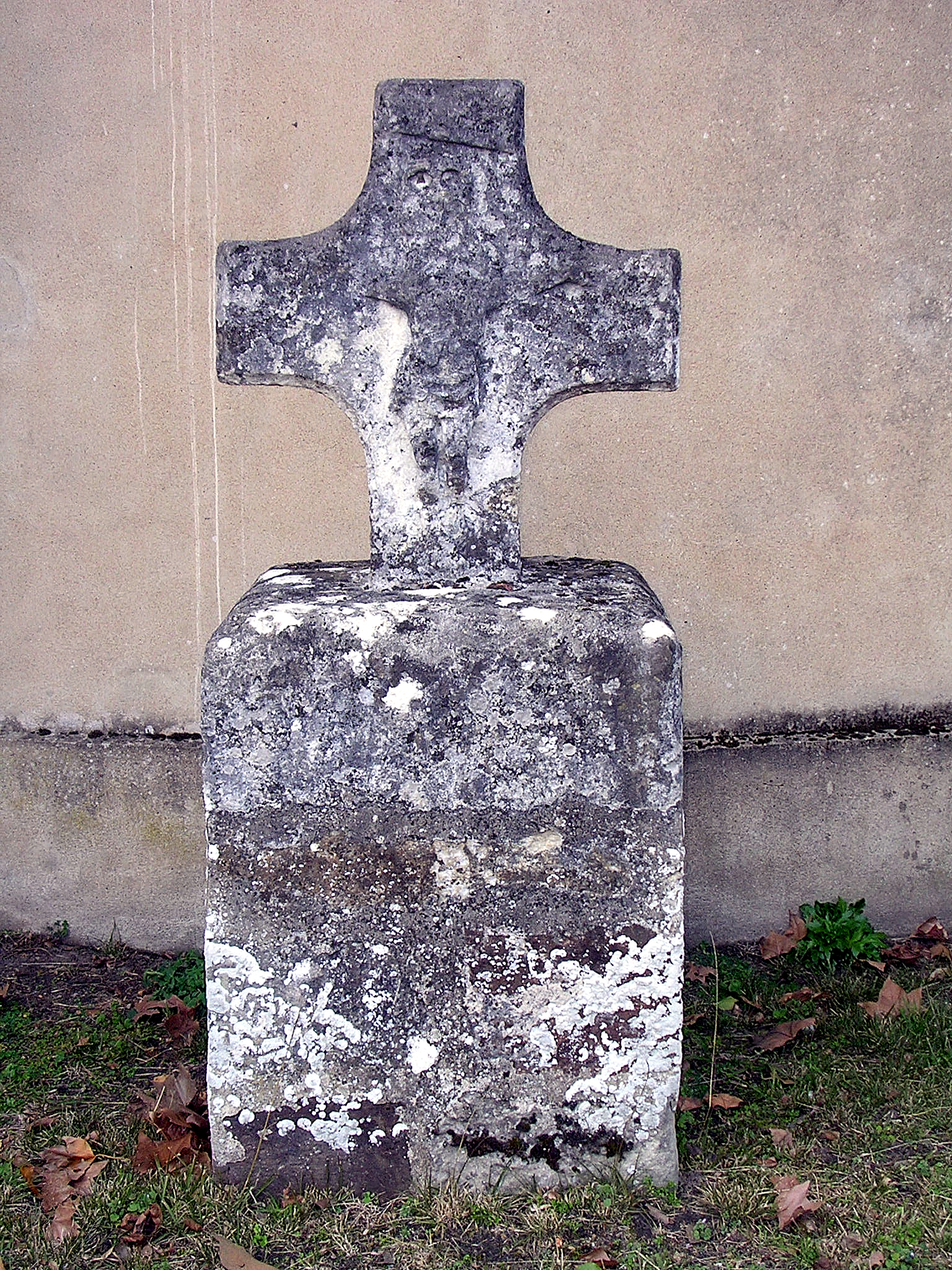
Croix monolithique de la fin du XVIe siècle.